# Man of the World (The Windows Speak)
Man of the World je pesem nemške glasbene zasedbe The Windows Speak iz leta 1987, bolj znana kot original glasbena podlaga pesmi slovenske pesmi Na božično noč. Avtorja pesmi sta Micky Meuser in Grant Stevens iz nemške glasbene zasedbe The Window Speaks. Meuser je napisal glasbo, Grant Stevens pa angleško besedilo.

## Na božično noč
Medtem pa je slovenski tekst povsem originalen in ne gre za nikaršno priredbo ali prevod angleškega besedila. Avtor besedila je Miran Rudan, ki je uradno naveden kot edini avtor, saj je bil prispevek Toneta Košmrlja pri slovenskem besedilu zanemarljiv. Pesem je bila izdana 2. novembra 1989 na albumu Slava vojvodine Kranjske pri ZKP RTV Ljubljana. Pesem je bila zmiksana in posneta septembra 1989 v studiu Tivoli v Ljubljani. Producenti albuma so bili Bor Zuljan ter skupina Pop Design.

## Škandal s plagiatom
Da je Na božično noč plagiat te pesmi je oktobra 2010 razkril časopis Žurnal24. Po besedah članov skupine Pop Design naj bi pesem izdali pod lastnim imenom zato, ker kot trdijo, niso našli avtorja izvirnika, saj so pesem slišali samo po radiu. Rudan in Košmrlj sta veliko hodila v München po glasbila in to pesem tudi velikokrat slišala po radiu ter jo posnela na kaseto. Ker naj ne bi našla pravega avtorja, se je kot avtor glasbe lažno podpisal kar Košmrlj. Medtem pa slovensko besedilo ni plagiat in je njegov avtor Rudan. Sporna je torej samo glasba in ne besedilo. 

## Zasedba
- Micky Meuser - avtor izvirne glasbe
- Grant Stevens - avtor izvirnega angleškega teksta
- Candy DeRouge, Gunther Mende - producenta pesmi